# 유니트론텍
유니트론텍(Unitron Tech Co. Ltd.)는 대한민국의 차량용 반도체 솔루션 기업이다. 본사는 서울특별시 강남구 영동대로 638 삼보빌딩 9층에 위치해 있으며 대표이사는 남궁선이다. 마이크론, 마이크로칩, AU옵트로닉스을 벤더로 가지고 있다

## 투자
2018년 약 27억 원에 자율주행 소프트웨어 전문 기업 토르드라이브의 지분 11%을 인수하였고 2024년 추가 지분을 인수해 51%을 가진 최대주주가 되었다

## 상장
2016년 2월 2일에 14,000원에 코스닥 시장에 상장하였다.

## 참고문헌
1. ↑  유니트론텍, AI 로봇 시장 공략 '산업용 AMR' 개발 성공...내년 상반기 샘플 생산, 뉴스핌, 2023년 10월 20일
2. ↑  美 아스피니티 500만달러 투자 유치…유니트론텍 참여, 한국경제, 2023.09.20
3. ↑  유니트론텍 IR북[깨진 링크(과거 내용 찾기)]
4. ↑  하나증권 기업분석_스몰캡_Report-유니트론텍, 2024년 1월 8일
5. ↑  유니트론텍, 사우디와 AI논의 토르드라이브와 자율주행 통합 플랫폼 시제품 막바지 단계 돌입, 이투데이, 2023년 3월 7일
6. ↑  고명식, '유니트론텍' 본업과 신사업 쌍끌이 성장, 매출 6500억원에 325억원 영업이익 기대 ... 밸류파인더, 더스탁, 2024.05.09